# Багауди
Багаудите (на латински: Bagaudae, Bagauden, bacaudae – от келтската дума baga [борба]; бандити) са въоръжени селяни и овчари в Галия през 3 век и през късната древност, които въстават против римското управление.
Багаудите се появяват по време на Кризата на Римската империя (235 - 284/285). Те въстават (285-286) с вождове Аманд и Елиан, против които се бори римският император Диоклециан.
Те настъпват в Северна Испания, през началото на 5 век дори през Алпите. През средата на 5 век багаудите са разбити от римската войска заедно с вестготите.